# 総和郵便局
総和郵便局（そうわゆうびんきょく）は茨城県古河市にある郵便局。民営化前の分類では集配普通郵便局であった。

## 概要
住所：〒306-0299 茨城県古河市下大野744-4

## 沿革
- 1901年（明治34年）2月1日 - 桜井郵便局（三等）として開設[1]。
- 1956年（昭和31年）3月1日 - 総和郵便局に改称[2]。
- 1962年（昭和37年）8月6日 - 香取郵便局[3]から電話交換業務を移管。
- 1968年（昭和43年）8月20日 - 電話交換業務を古河電報電話局に移管。
- 1993年（平成5年）8月1日 - 特定郵便局から普通郵便局に局種別改定。
- 2000年（平成12年）8月14日 - 外国通貨の両替および旅行小切手の売買に関する業務取扱を開始。
- 2007年（平成19年）10月1日 - 民営化に伴い、併設された郵便事業総和支店に一部業務を移管。
- 2012年（平成24年）10月1日 - 日本郵便株式会社発足に伴い、郵便事業総和支店を総和郵便局に統合。

## 取扱内容
- 郵便、印紙、ゆうパック、内容証明
- 貯金、為替、振替、振込、国際送金、国債、投資信託
- 生命保険、バイク自賠責保険、自動車保険
- ゆうちょ銀行ATM
- 古河市の内、旧総和町域（〒306-02xx）の集配業務
- ゆうゆう窓口

## 周辺
- 総和消防署
- 古河市立下大野小学校
- 配電盤団地
- ネーブルパーク
- 国道4号（新4号国道）

## アクセス
- JRバス関東 総和郵便局前停留所下車
- 東北自動車道 加須ICから北東へ約15km
- 駐車場あり：16台